# Pelikan (Automarke)
Pelikan war eine deutsche Automarke des Herstellers Jakob Baumann in Ludwigshafen am Rhein.
Baumann begann 1923 mit der Produktion von Automobilen. Im gleichen Jahr endete die Produktion wieder.
Im Angebot stand nur ein Modell. Für den Antrieb sorgte ein Vierzylindermotor mit OHV-Ventilsteuerung. Der Hubraum betrug 1200 cm³. Die Karosserie bot Platz für drei Personen.